# Voznesenka, Novotroiițke
Voznesenka (în ucraineană Вознесенка) este un sat în comuna Serhiivka din raionul Novotroiițke, regiunea Herson, Ucraina.

## Demografie
Componența lingvistică a localității Voznesenka
     Ucraineană (95,04%)
     Rusă (4,96%)
Conform recensământului din 2001, majoritatea populației localității Voznesenka era vorbitoare de ucraineană (95,04%), existând în minoritate și vorbitori de rusă (4,96%).